# 陆平
陆平（1914年11月15日—2002年11月28日），本名刘志贤，吉林长春人，中国共产党及中华人民共和国官员，中国人民政治协商会议第一届全体会议代表，第二、三届全国人大代表，中国共产党第十三次全国代表大会代表，第六、七届全国政协常委，全国政协副秘书长。

## 生平
陆平生于吉林长春。1933年2月初，加入中国共产主义青年团，同年2月底转为中国共产党党员。抗日战争时期，陆平曾任中华民族解放先锋队全国总队部组织部部长、中共平北地委书记兼军分区政治委员。第二次国共内战时期，陆平曾任冀察军区、察哈尔军区、华北野战军三纵队政治部主任。1948年后，历任中共中央华北局青年工作委员会书记，中国新民主主义青年团中央常委。1952年后，历任中共松江省委常委、中共黑龙江省委委员。1954年后，历任铁道部副部长、党组成员，北京大学党委书记兼校长。
陸平從1957年開始主管北京大學直至1964年社教期間，1959年北京大學反右傾，陸平搞擴大化。陸平在北京大學整了很多人。北京大學內部對以陸平為代表的官僚的不滿，形成了反對和批判陸平和校黨委的一派群眾。
陆平在反右運動中屬於極左派，時為北京大學校長兼黨委書記。將1957年晚春北大的反右運動延續到次年1958年1月的關鍵人物。1957年10月被彭真派遣，代表國務院接替被認為反右不力的北大黨委書記江隆基（教育家、1966年6月25日自殺身亡），擔任校長兼黨委書記。放任學生被死刑，或因一句話被勞教。
1966年5月16日文化大革命爆發，與北京大學黨委副書記彭珮云一起被指為黑幫挨整九年。1966年6月6日被解除一切職務時撤職。
后任中共北京市委委员。1975年后，任中华人民共和国第七机械工业部副部长、部党组副书记。
2002年11月28日，陆平在北京病逝，享年88岁。